# I liga 1972-1973
L'edizione 1972-73 della I liga vide la vittoria finale del Stal Mielec.
Capocannoniere del torneo fu Grzegorz Lato (Stal Mielec), con 13 reti.

## Classifica finale
|     | Classifica         | G  | V  | N  | P  | GF | GS | Pt |
| --- | ------------------ | -- | -- | -- | -- | -- | -- | -- |
| 1.  | Stal Mielec        | 26 | 13 | 10 | 3  | 47 | 21 | 36 |
| 2.  | Ruch Chorzów       | 26 | 13 | 7  | 6  | 29 | 16 | 33 |
| 3.  | Gwardia Warszawa   | 26 | 8  | 14 | 4  | 31 | 22 | 30 |
| 4.  | Górnik Zabrze      | 26 | 10 | 10 | 6  | 23 | 15 | 30 |
| 5.  | Wisła Cracovia     | 26 | 13 | 4  | 9  | 31 | 28 | 30 |
| 6.  | ŁKS Łódź           | 26 | 9  | 11 | 6  | 26 | 26 | 29 |
| 7.  | ROW Rybnik         | 26 | 8  | 10 | 8  | 20 | 21 | 26 |
| 8.  | Legia Varsavia     | 26 | 6  | 11 | 9  | 29 | 28 | 23 |
| 9.  | Pogoń Szczecin     | 26 | 8  | 7  | 11 | 28 | 30 | 23 |
| 10. | Zagłębie Sosnowiec | 26 | 8  | 6  | 12 | 30 | 31 | 22 |
| 11. | Zagłębie Wałbrzych | 26 | 8  | 6  | 12 | 22 | 31 | 22 |
| 12. | Lech Poznań        | 26 | 6  | 10 | 10 | 16 | 26 | 22 |
| 13. | Polonia Bytom      | 26 | 7  | 6  | 13 | 20 | 42 | 20 |
| 14. | Odra Opole         | 26 | 3  | 12 | 11 | 21 | 36 | 18 |

### Verdetti
- Stal Mielec Campione di Polonia 1972-73.
- Stal Mielec ammesso alla Coppa dei Campioni 1973-1974.
- Ruch Chorzów e Gwardia Warszawa ammesse alla Coppa UEFA 1973-1974.
- Nessuna retrocessione per l'allargamento a 16 squadre della stagione successiva.